# Rhamphorhynchoidea
Los ranforrincoideos (Rhamphorhynchoidea) son un suborden de pterosaurios. Se les llama pterosaurios de cola larga, en contraposición a los miembros del otro suborden, los pterodactiloideos (pterosaurios de cola corta). 
Los ranforrincoideos son una agrupación parafilética que incluye todos los pterosaurios basales que no son pterodactiloideos.
Los ranforincoideos fueron los primeros pterosaurios en aparecer, en el Triásico Superior. A diferencia de su descendientes, los pterodactiloideos, la mayoría tenían dientes y largas colas, y muchas especies carecían de crestas óseas en el cráneo; no obstante, bastantes tenían crestas blandas de queratina. En general eran de pequeño tamaño y desaparecieron a finales de Jurásico.

## Taxonomía
Lista de géneros familias y superfamilias del suborden Rhamphorhynchoidea, según Unwin 2006;
Suborden Rhamphorhynchoidea † *
Preondactylus
Familia Dimorphodontidae
Dimorphodon
Peteinosaurus
Familia Anurognathidae
Superfamilia Campylognathoidea
Familia Campylognathoididae
Austriadactylus
Eudimorphodon
Campylognathoides
Familia Rhamphorhynchidae
Subfamilia Rhamphorhynchinae
Angustinaripterus
Dorygnathus
Nesodactylus
Rhamphocephalus
Rhamphorhynchus
Subfamilia Scaphognathinae
Cacibupteryx
Harpactognathus
Pterorhynchus

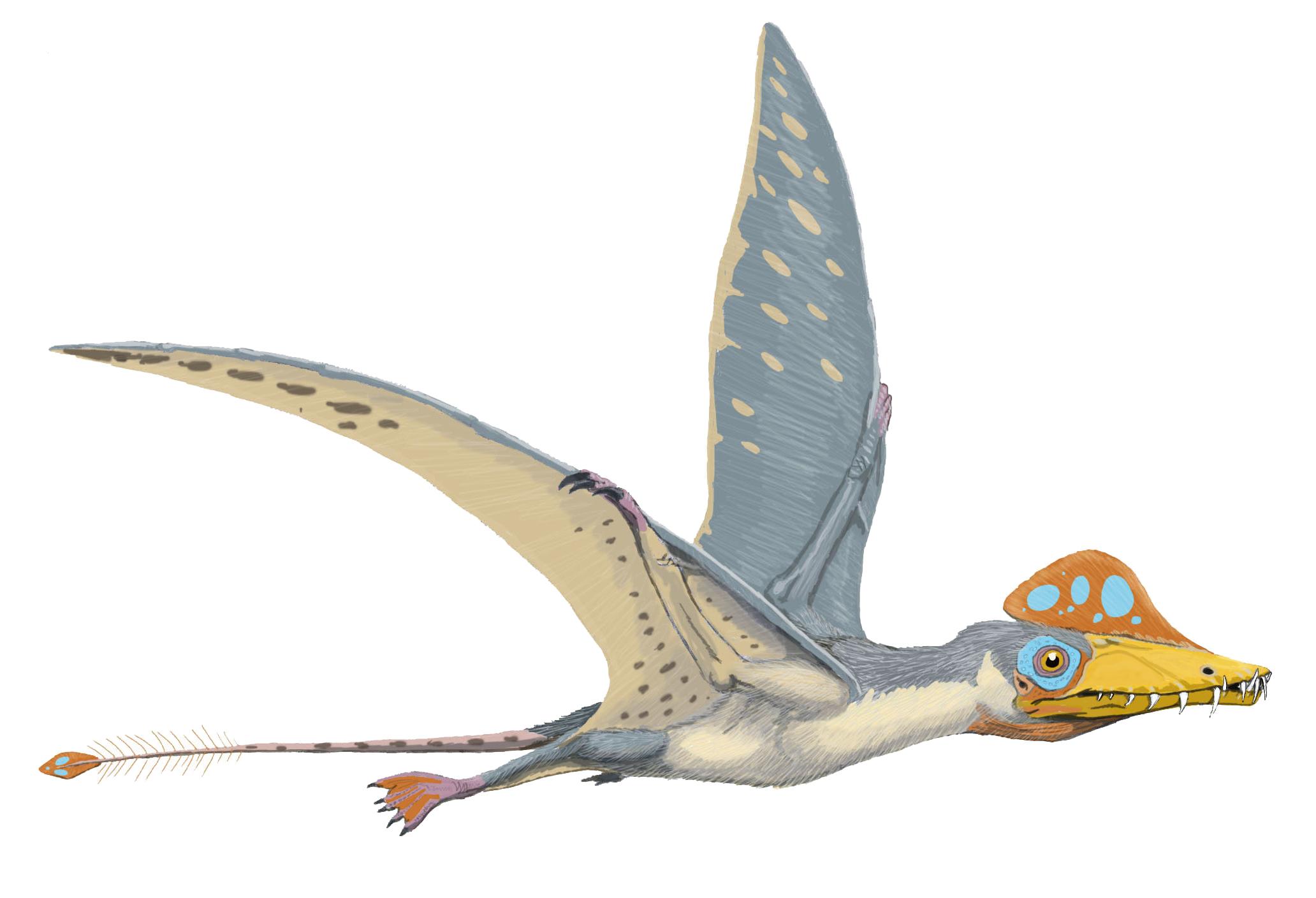
Scaphognathus

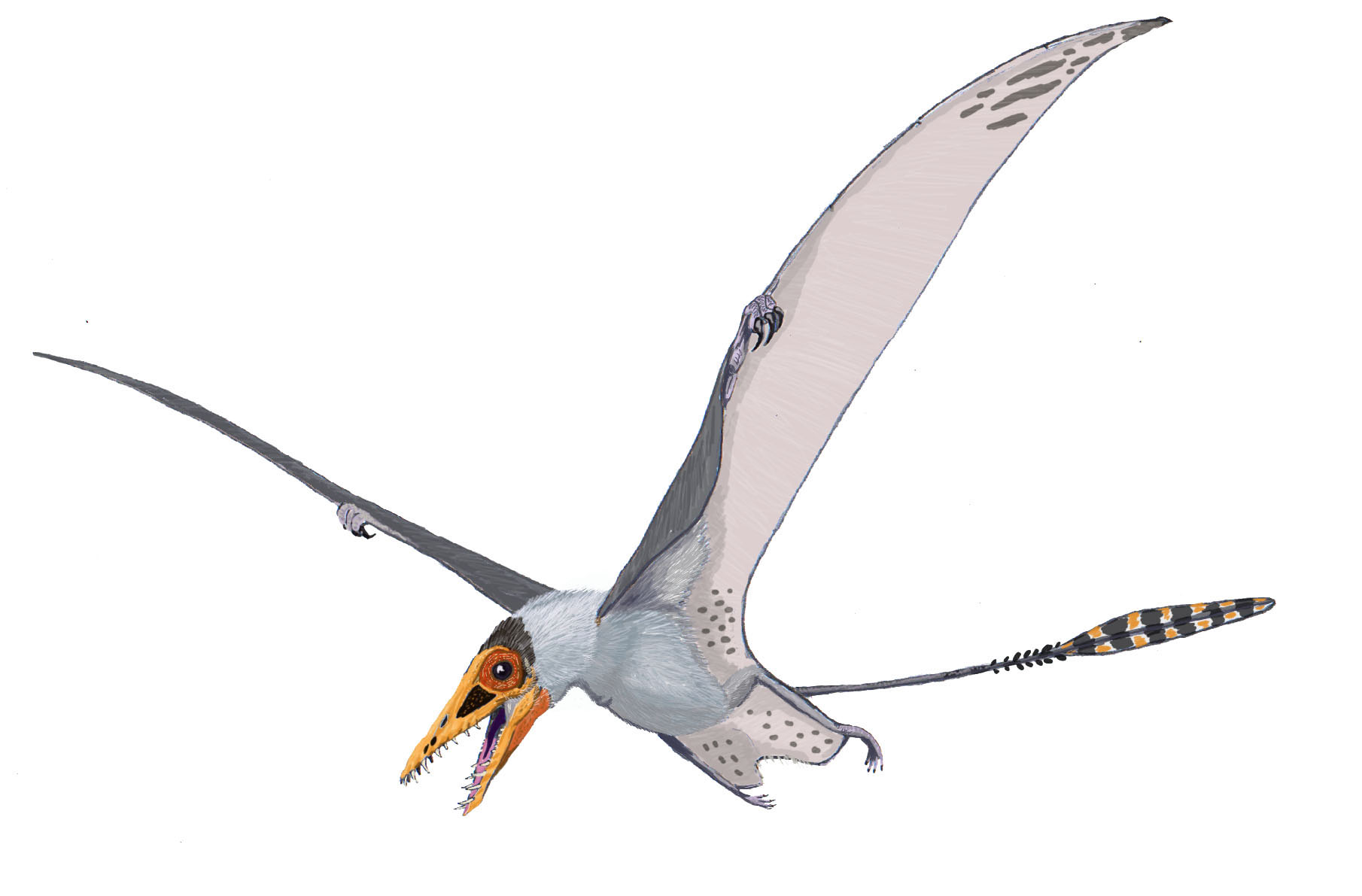
Sordes

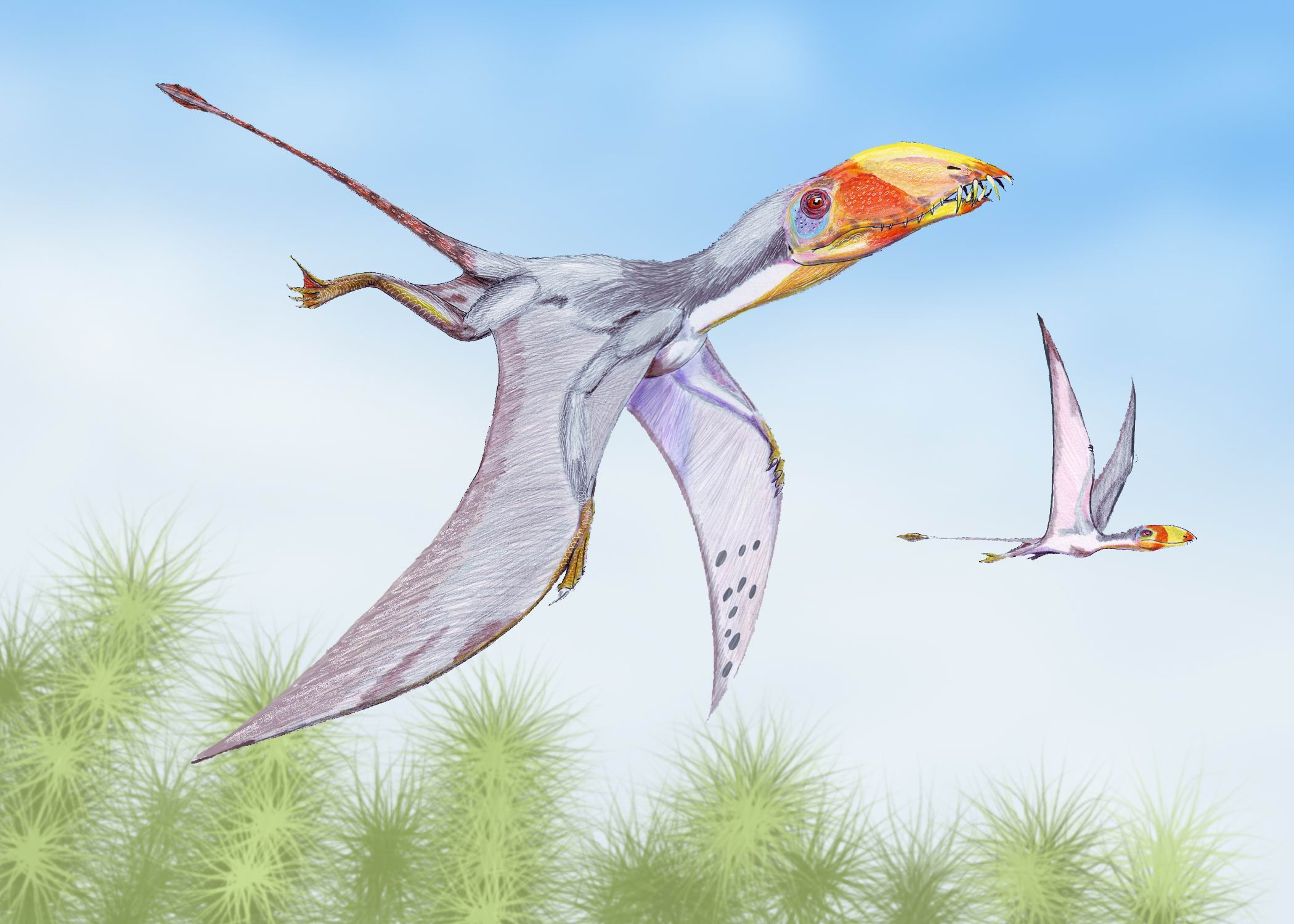
Dimorphodon

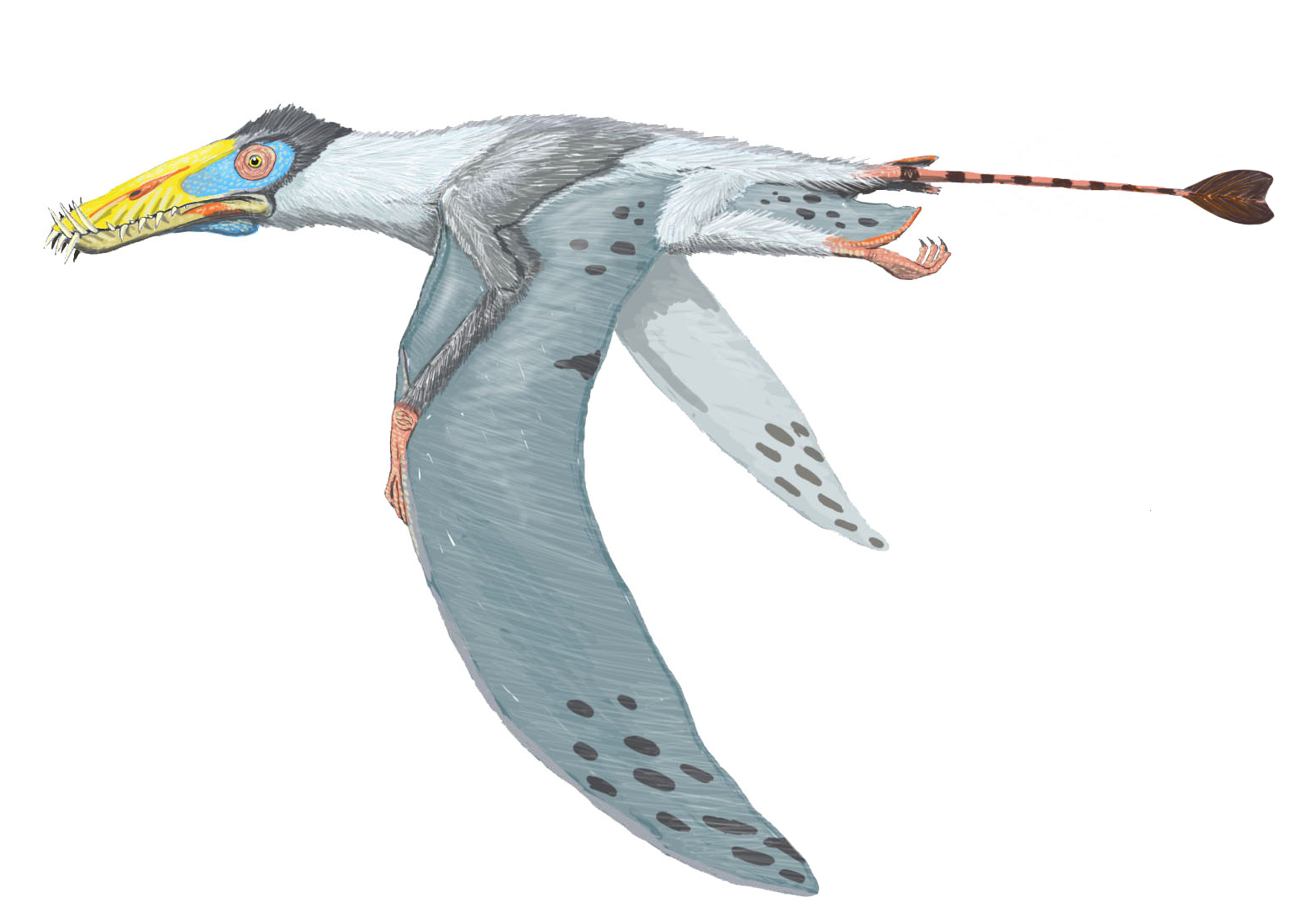
Dorygnathus.

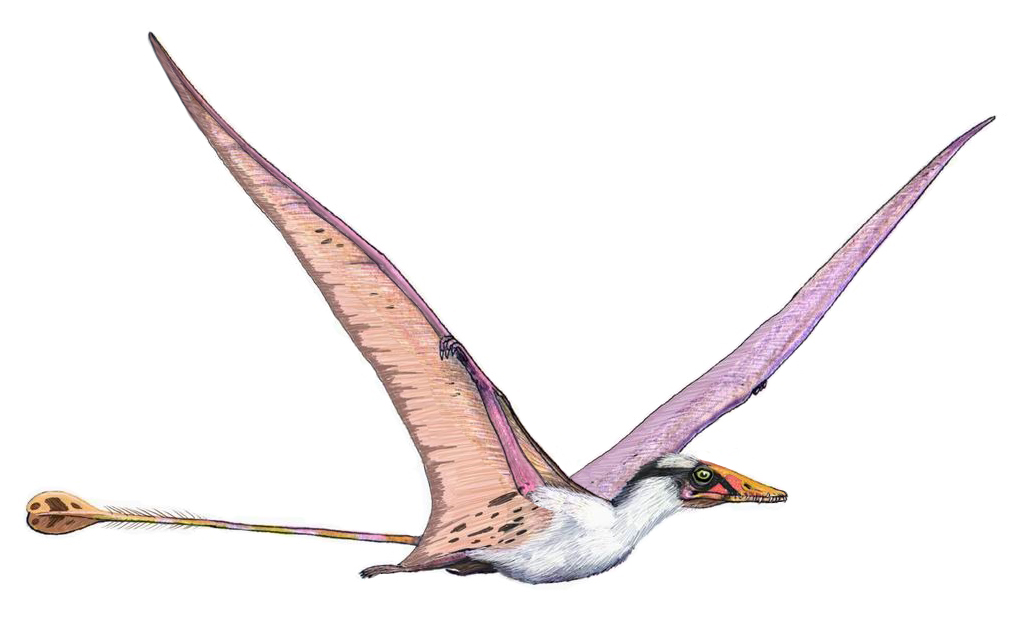
Campylognathoides

Géneros de ranforrincoideos de afiliación incierta (incertae sedis)
Comodactylus
Laopteryx
Odontorhynchus
Parapsicephalus
Rhamphinion

## Filogenia
Cladograma según Unwin (2003) y Lü & Ji (2006).
Como puede apreciarse, según la sistemática filogenética, los ranforrincoideos incluyen todos los pterosaurios basales (primitivos), sin ninguna apomorfía que los reúna, siendo por tanto un taxón parafilético.
|                | Campylognathoididae                                                    |
|                |                                                                        |
| Breviquartossa | \| \| Rhamphorhynchidae \| \| \| \| \| \| Pterodactyloidea \| \| \| \| |
|                | \| \| Rhamphorhynchidae \| \| \| \| \| \| Pterodactyloidea \| \| \| \| |
|                | Rhamphorhynchidae                                                      |
|                |                                                                        |
|                | Pterodactyloidea                                                       |
|                |                                                                        |

|  | Rhamphorhynchidae |
|  |                   |
|  | Pterodactyloidea  |
|  |                   |

|                | Campylognathoididae                                                    |
|                |                                                                        |
| Breviquartossa | \| \| Rhamphorhynchidae \| \| \| \| \| \| Pterodactyloidea \| \| \| \| |
|                | \| \| Rhamphorhynchidae \| \| \| \| \| \| Pterodactyloidea \| \| \| \| |
|                | Rhamphorhynchidae                                                      |
|                |                                                                        |
|                | Pterodactyloidea                                                       |
|                |                                                                        |

|  | Rhamphorhynchidae |
|  |                   |
|  | Pterodactyloidea  |
|  |                   |

|                | Campylognathoididae                                                    |
|                |                                                                        |
| Breviquartossa | \| \| Rhamphorhynchidae \| \| \| \| \| \| Pterodactyloidea \| \| \| \| |
|                | \| \| Rhamphorhynchidae \| \| \| \| \| \| Pterodactyloidea \| \| \| \| |
|                | Rhamphorhynchidae                                                      |
|                |                                                                        |
|                | Pterodactyloidea                                                       |
|                |                                                                        |

|  | Rhamphorhynchidae |
|  |                   |
|  | Pterodactyloidea  |
|  |                   |

|                | Campylognathoididae                                                    |
|                |                                                                        |
| Breviquartossa | \| \| Rhamphorhynchidae \| \| \| \| \| \| Pterodactyloidea \| \| \| \| |
|                | \| \| Rhamphorhynchidae \| \| \| \| \| \| Pterodactyloidea \| \| \| \| |
|                | Rhamphorhynchidae                                                      |
|                |                                                                        |
|                | Pterodactyloidea                                                       |
|                |                                                                        |

|  | Rhamphorhynchidae |
|  |                   |
|  | Pterodactyloidea  |
|  |                   |

|                | Campylognathoididae                                                    |
|                |                                                                        |
| Breviquartossa | \| \| Rhamphorhynchidae \| \| \| \| \| \| Pterodactyloidea \| \| \| \| |
|                | \| \| Rhamphorhynchidae \| \| \| \| \| \| Pterodactyloidea \| \| \| \| |
|                | Rhamphorhynchidae                                                      |
|                |                                                                        |
|                | Pterodactyloidea                                                       |
|                |                                                                        |

|  | Rhamphorhynchidae |
|  |                   |
|  | Pterodactyloidea  |
|  |                   |

|                | Campylognathoididae                                                    |
|                |                                                                        |
| Breviquartossa | \| \| Rhamphorhynchidae \| \| \| \| \| \| Pterodactyloidea \| \| \| \| |
|                | \| \| Rhamphorhynchidae \| \| \| \| \| \| Pterodactyloidea \| \| \| \| |
|                | Rhamphorhynchidae                                                      |
|                |                                                                        |
|                | Pterodactyloidea                                                       |
|                |                                                                        |

|  | Rhamphorhynchidae |
|  |                   |
|  | Pterodactyloidea  |
|  |                   |

|                | Campylognathoididae                                                    |
|                |                                                                        |
| Breviquartossa | \| \| Rhamphorhynchidae \| \| \| \| \| \| Pterodactyloidea \| \| \| \| |
|                | \| \| Rhamphorhynchidae \| \| \| \| \| \| Pterodactyloidea \| \| \| \| |
|                | Rhamphorhynchidae                                                      |
|                |                                                                        |
|                | Pterodactyloidea                                                       |
|                |                                                                        |

|  | Rhamphorhynchidae |
|  |                   |
|  | Pterodactyloidea  |
|  |                   |

|                | Campylognathoididae                                                    |
|                |                                                                        |
| Breviquartossa | \| \| Rhamphorhynchidae \| \| \| \| \| \| Pterodactyloidea \| \| \| \| |
|                | \| \| Rhamphorhynchidae \| \| \| \| \| \| Pterodactyloidea \| \| \| \| |
|                | Rhamphorhynchidae                                                      |
|                |                                                                        |
|                | Pterodactyloidea                                                       |
|                |                                                                        |

|  | Rhamphorhynchidae |
|  |                   |
|  | Pterodactyloidea  |
|  |                   |